# Samádi
Samádi (em sânscrito:  समाधि, transl. samādhi; samyag, "correto" + ādhi, "contemplação") pode ser traduzido por "meditação completa". No ioga é a última etapa do sistema, quando se atingem a suspensão e compreensão da existência e a comunhão com o universo. 
No budismo é usado como sinônimo de "concentração" ou "quietude da mente".

## Budismo
No cânon em páli o termo é usado como sinônimo de concentração, calma, pacificar a mente.É um dos sete fatores da iluminação, e apresentado como o último elo do Nobre Caminho Óctuplo, "concentração correta" (ou também a seção do mesmo que engloba "plena atenção correta", "concentração correta" e "esforço correto"). Pode referenciar diretamente os Jhanas, estados de absorção.
Há três tipos de samádi:
- Khaṇika Samādhi - Concentração temporária e frágil.
- Upacāra Samādhi - Semelhante à anterior, mas com maior duração.
- Appaṇā Samādhi - Samadhi refinado, neste caso os Jhanas.[4]

## Ioga
Segundo Vyasa, "ioga é samádi": controle completo (samādhana) das funções da consciência, que resulta em vários graus de aquisição interna da verdade (samapātti). A primeira parte dos iogassutras se chama Samādhi-pāda, por ser o samádi seu objeto. O significado da palavra é diferente em outras tradições religiosas hindus, como o hinduísmo e o budismo.
O samádi é o terceiro dos três "tesouros do ioga", ou seja, o fruto colhido pela prática dos demais membros do ashtanga (os oito membros do ioga). Pela observância de yama e niama, pela prática de asanas, pranaiama e pratiaara, e pelo daraná ("concentração estável num único ponto"), se chega ao diana ("meditação") e se pode atingir samádi. Esse capítulo contém o famoso verso "Yogaś citta-vritti-nirodhaḥ" ("Ioga é o freio das modificações mentais" ou "Ioga acalma os distúrbios do mental").

### Tipos de samádi
Há dois tipos principais de samádi, a saber: Savikalpa Samadhi (samádi com resíduos de ego) e Nirvikalpa Samadhi (samádi sem resíduos de ego). O iogue que experiencia Savikalpa Samadhi sente-se inundado pela graça da união, do amor, da alegria, da gratidão e da bondade divinas. Sua consciência atinge patamares de conhecimento além do intelecto.
No entanto, o êxtase de união vivenciado não é constante. Graduando-se cada vez mais na vivência de Savikalpa Samadhi, o iogue realiza a consciência de Nirvikalpa Samadhi, que é um estado de infinita beatitude e poder. Ele passa a viver em constante êxtase. Este é o verdadeiro estado iogue, a verdadeira realização em ioga, visto que a consciência individual unificou-se à Brahma.
Entretanto, assim como existem níveis de consciência progressivos para o iogue que realizou Savikalpa Samadhi, para o iogue que realizou Nirvikalpa Samadhi também existem outros níveis que culminarão no Nirvana e além. Para que o iogue consiga permanecer em ininterrupto estado de união e bem-aventurança divinas e, ao mesmo tempo, funcional na vida cotidiana, ele deve buscar com afinco realizar Sahaja Samadhi, o perfeito estado natural da consciência, sendo assim um iogue autolúcido em qualquer situação de sua existência.

### Mahasamadhi
Mahasamadhi (literalmente, "grande samádi") é a palavra hindi para a saída consciente do corpo físico por um iogue realizada na hora da sua morte.